# A Tramp Shining
A Tramp Shining è il primo album studio dell'attore e cantante Richard Harris, pubblicato nel 1968. Harris lavorò in coppia insieme a Jimmy Webb per questo album. Sebbene Harris cantò molte canzoni sulla colonna sonora del film musical Camelot l'anno precedente, A Tramp Shining divenne il suo primo album solista. Jimmy Webb scrisse tutte le canzoni, arrangiò la musica e produsse l'intero album. MacArthur Park fu uno dei più maggiori singoli dell'anno, raggiungendo il secondo posto nella Billboard Hot 100 negli Stati Uniti d'America. L'intero album fu anche un grande successo e venne nominato per un Grammy Award all'album dell'anno nel 1969.

## Tracce
1. Didn't We – 2:55
2. Paper Chase – 3:21
3. Name of My Sorrow – 3:53
4. Lovers Such as I – 4:06
5. In the Final Hours – 2:41
6. MacArthur Park – 7:21
7. Dancing Girl – 2:10
8. If You Must Leave My Life – 3:16
9. A Tramp Shining – 2:27

## Formazione
- Richard Harris - voce
- Jimmy Webb - compositore
- Henry Diltz - fotografia
- Peter Himmelman - ingegnere

Nessuno dei musicisti di supporto è stato accreditato nell'album.